# Codonanthe cordifolia
Codonanthe cordifolia är en tvåhjärtbladig växtart som beskrevs av Chautems. Codonanthe cordifolia ingår i släktet Codonanthe och familjen Gesneriaceae. Inga underarter finns listade i Catalogue of Life.